# Tatra T2
Tatra T2 — чехословацкий трамвай, выпускавшийся с 1955 по 1962 годы заводом Českomoravská Kolben-Daněk.
Опытные экземпляры T2 испытывались в Праге в 1955 году под номерами 6001 и 6002. В 1958 году первые серийные вагоны были поставлены почти во все трамвайные сети Чехословакии. Исключением стали сети в Яблонеце из-за продолжающейся дискуссии по поводу сохранения в оном колеи 1000 мм и в Праге, для которой данные трамваи были признаны слишком широкими.
Трамваи T2 были прочнее и долговечнее своих предшественников — вагонов Tatra T1. Почти все T2 были выведены из эксплуатации в 1980-е годы, но в сети городов Либерец и Яблонец-над-Нисоу до сих пор работают два вагона, некоторые экземпляры до сих пор хранятся в музеях. В 1960-е годы некоторые вагоны T1 были переделаны в T3.

## T2SU
T2SU (T2 Soviet Union (рус. T2 Советский Союз)) — модификация T2 для поставок в Советский Союз .
В частности, данная модель отличается от чехословацкого варианта меньшим количеством дверей (две вместо трёх). Советская система контроля и сбора проездной платы предусматривала посадку пассажиров исключительно в заднюю дверь, и средняя дверь, по мнению чиновников, открывала широкий простор для безбилетного проезда. В связи с этим T2SU более поздних поставок не имели средней двери. Достоверно известно, что в Ленинград было поставлено два трёхдверных вагона. Им присвоили номера 1001 и 1003. Вскоре их передали в г. Волжский, где они получили номера соответственно 50 и 51
Точная информация относительно более ранних поставок отсутствует. Также T2SU были оборудованы усиленными по сравнению с T2 системами обогрева.
Последние T2SU были выведены из эксплуатации в конце 1980-х годов. Всего в Советский Союз было поставлено 380 таких вагонов.

## T2R
В 1970-х и 1980-х годах 112 вагонов T2 были переделаны в T2R. Модернизация включала в себя капитальный ремонт электрооборудования и некоторые изменения в кузове трамвая. Данные действия помогли трамваям выжить в 1990-е. Два T2R были дополнительно модернизированы в начале 2000-х годов в Либереце и эксплуатировались до 17 ноября 2018 года. Также в Брно, Либереце и Остраве 4 других T2R используются в качестве служебных трамваев.

## Поставки
С 1955 по было произведено 771 экземпляров T2, которые были отправлены в различные города Чехословакии и СССР.
|                                           | Страна       | Город          | Ширина колеи (мм) | Парковые номера | Годы               | T2  | T2SU | Всего | Примечания                                                                                      |
| ----------------------------------------- | ------------ | -------------- | ----------------- | --------------- | ------------------ | --- | ---- | ----- | ----------------------------------------------------------------------------------------------- |
| Чехословакия                              | Чехословакия | Прага          | 1435              | № 6001-6002     | 1955               | 2   | 0    | 2     |                                                                                                 |
| Союз Советских Социалистических Республик | СССР         | Ростов-на-Дону | 1435              | № 321—360       | 1958—1959          | 0   | 40   | 40    |                                                                                                 |
| Чехословакия                              | Чехословакия | Брно           | 1435              | № 401—494       | 1958—1962          | 94  | 0    | 94    |                                                                                                 |
| Чехословакия                              | Чехословакия | Кошице         | 1435              | № 212—242       | 1958—1962          | 31  | 0    | 31    |                                                                                                 |
| Чехословакия                              | Чехословакия | Острава        | 1435              | № 600—699       | 1958—1962          | 100 | 0    | 100   |                                                                                                 |
| Союз Советских Социалистических Республик | СССР         | Самара         | 1524              | № КТ-С5         | 1958—1962 2022—н.в | 0   | ?    | ?     |                                                                                                 |
| Союз Советских Социалистических Республик | СССР         | Свердловск     | 1524              | № 301—365       | 1958—1962          | 0   | 65   | 65    | Один экземпляр стоит в музее истории развития трамвайно-троллейбусного управления Екатеринбурга |
| Союз Советских Социалистических Республик | СССР         | Ленинград      | 1524              | № 1001, № 1003  | 1959               | 0   | 2    | 2     |                                                                                                 |
| Союз Советских Социалистических Республик | СССР         | Москва         | 1524              | № 301—480       | 1959—1962          | 0   | 180  | 180   | № 378 — в Музее пассажирского транспорта Москвы.                                                |
| Чехословакия                              | Чехословакия | Братислава     | 1000              | № 201—266       | 1959—1962          | 66  | 0    | 66    |                                                                                                 |
| Чехословакия                              | Чехословакия | Либерец        | 1000              | № 10-23         | 1960—1961          | 14  | 0    | 14    |                                                                                                 |
| Чехословакия                              | Чехословакия | Оломоуц        | 1435              | № 111—114       | 1960—1961          | 4   | 0    | 4     |                                                                                                 |
| Чехословакия                              | Чехословакия | Пльзень        | 1435              | № 134—159       | 1960—1962          | 26  | 0    | 26    |                                                                                                 |
| Чехословакия                              | Чехословакия | Усти-над-Лабем | 1435              | № 151—168       | 1960—1962          | 18  | 0    | 18    |                                                                                                 |
| Союз Советских Социалистических Республик | СССР         | Киев           | 1524              | № 5002-5051     | 1960—1962          | 0   | 50   | 50    |                                                                                                 |
| Чехословакия                              | Чехословакия | Мост           | 1435              | № 235—270       | 1961—1962          | 36  | 0    | 36    |                                                                                                 |
|                                           |              |                |                   |                 | Всего              | 391 | 380  | 771   |                                                                                                 |

Примечание: в списке указаны только заводские поставки, впоследствии трамваи иногда передавались в другие города — таким образом, география распространения T2 обширнее представленной здесь.

## Галерея
- T2
- Исторический трамвай T2 в Праге
- Исторический трамвай T2 в Праге
- Исторический трамвай T2 в Праге
- Служебный трамвай Т2R в Брно

## В кино и компьютерных играх
В фильме «Приходите завтра» Фрося Бурлакова в трамвае встречает скульптора Николая Васильевича. Данную сцену снимали в трамвае «Татра Т-2», трамвай показан снаружи и показан салон трамвая.
В фильме "Мегрэ и неверный свидетель" (сериал, 25-я серия, 1997 г.) Tatra T2 показан в движении и в депо.
В 2020 году командой Rutane были выпущены две вариации вагонов Tatra T2SU для игры Trainz 19.